# Santissimo Sinodo
Il Santissimo Sinodo del Governo (in slavo ecclesiastico Святѣйшій Правительствующій Сѵнодъ; in russo Святейший Правительствующий Синод?) è stato il più alto organo di governo della Chiesa ortodossa russa tra il 1721 e il 1918, quando venne ripristinato il patriarcato. La giurisdizione del Santissimo Sinodo si estendeva su ogni genere di questione ecclesiastica e anche su alcune questioni secolari. 
Pietro I di Russia istituì il Sinodo il 25 gennaio 1721 nel corso della sua riforma della chiesa, durante la quale il patriarcato venne abolito. 
Il Sinodo era composto in parte da persone ecclesiastiche e in parte da laici nominati dallo Zar. I membri includevano i metropoliti di San Pietroburgo, Mosca e Kiev e l'esarca della Georgia. In origine, il Sinodo aveva dieci membri ecclesiastici aumentati in seguito a dodici.
Tutti i presidenti del Santissimo Sinodo furono metropoliti o arcivescovi.

## Antefatti
Una serie di riforme di Pietro il Grande ispirarono la creazione del Santissimo Sinodo. La nuova era imperiale vide cambiamenti radicali con sviluppo economico, sociale e culturale della Russia. Pietro viaggiò due volte in Europa e apportò riforme che riflettevano la sua idea e il suo desiderio di occidentalizzare la Russia. I modelli europei vennero russificati per poterli utilizzare al meglio con il popolo russo. 
Il Santissimo Sinodo fu creato nel tentativo di indebolire il potere e l'autorità della Chiesa ortodossa russa, sfidando così i valori tradizionali russi, radicati nella religione, e la struttura sociale definita da boiardi, aristocrazia, mercanti, chierici, contadini e servi. Le varie riforme dello Zar avvennero  implementando gli ideali dell'illuminismo, tranne quelli che avrebbero portato alla democratizzazione del governo, alla tolleranza del dissenso politico o religioso o alla libertà di pensiero ed idee; riorganizzò l'esercito russo adattandolo a quelli europei; creò una meritocrazia, in contrasto con l'usanza di affidare l'incarico per lignaggio aristocratico; mise fuorilegge, o in alcuni casi tassò, le barbe (aspetto spesso coltivato dai vecchi credenti), ecc. 
Con la creazione del Santissimo Sinodo, il patriarca si rivelò una minaccia in quanto non avrebbe acconsentito al controllo governativo della Chiesa ortodossa russa; d'altro canto anche Pietro I non era disposto a cedere il controllo della chiesa all'autorità religiosa. 

## Verso la creazione del Sinodo
Quando il patriarca conservatore Adriano morì nel 1700, Pietro lasciò la carica vacante e delegò l'amministrazione ecclesiale al metropolita Stefano Iavorsky, sostenitore della riforma dello zar, che guidò la chiesa per circa vent'anni. Nel 1721 la chiesa russa passò ufficialmente sotto controllo statale con la promulgazione dell'Ordine Spirituale, a cui contribuì in larga parte alla stesura l'arcivescovo di Novgorod Teofane Prokopovich. Primo a presidere il Santissimo Sinodo fu lo stesso Stefano Iavorsky per sanzionare la continuità istituzionale ecclesiastica.
Pietro il Grande del resto si rifaceva non solo ai modelli illuministici  ma anche al modello di Giustiniano, che era quindi perfettamente in sintonia con la tradizione ecclesiologica ortodossa, il quale si era considerato il "vescovo dei vescovi" ed aveva esercitato un pieno controllo sulla Chiesa del suo tempo come suo vero capo. Del resto era stata la posizione ufficiale della Chiesa ortodossa russa nel Seicento ad essere relativamente anomala in campo ortodosso in quanto il patriarca Filarete, padre dello zar Michele (il primo dei Romanov sul trono russo), aveva ottenuto eccezionali poteri ed autonomia tali da fare del Patriarcato uno Stato nello Stato in quanto gli era stata riconosciuta nel 1625 la piena giurisdizione civile e penale su tutti i possedimenti delle chiese e dei monasteri (erano rimesse allo zar le sole sentenze capitali). Addirittura nel 1652 il patriarca Nikon aveva preteso un giuramento di obbedienza nei suoi confronti ad opera dello zar; teoricamente questo giuramento era riservato alla sola sfera spirituale ma comunque era un ribaltamento del tradizionale sistema ortodosso di origine bizantina.
Già alla morte di Adriano ci furono dallo zar le prime mosse per ottenere il controllo ecclesiale. Ogni divisione della Chiesa russa fu resa impossibile in quanto i compiti attuati dai prikaz patriarcali, cioè dei prefetti che governavano, furono assunti da prikaz fedeli allo zar e alle sue riforme. Seppur Pietro non intendeva all'inizio abolire in toto il patriarcato, egli si rese conto che ritardare la scelta di un nuovo patriarca era economicamente vantaggioso: lo stato riusciva a risparmiare denaro. Questa motivazione diede un altro motivo allo zar per abolire il patriarcato.
Nel 1711, venne promulgata una legge che affidava al Senato la giurisdizione su tutto il popoli, compresi i chierici. Lo stato deteneva così l'autorità sulle questioni che erano state puramente ecclesiastiche. Questo diede allo Stato la possibilità di scegliere quale chierico assegnare ad un determinato compito ecclesiastico.
Nel 1716 Pietro formulò un giuramento per i vescovi eletti di Vologda, Astrachan' e Javorskij. Il giuramento, diviso in sette parti, serviva come supplemento al già presente giuramento. Le prime due parti riguardano il metodo adatto per trattare con gli eretici e gli oppositori. La terza parte proibiva ai monaci il viaggiare al di fuori dei limiti territoriali della diocesi, se non per una questione urgente e previo permesso del vescovo. Nella quarta parte veniva vietata la costruzione di chiese, intese come edificio, valutate come non necessarie e, nella quinta parte, l'assunzione di chierici anche loro non essenziali. Nella sesta parte si al vescovo di visitare la propria diocesi almeno una volta all'anno per dissipare superstizioni, per persuadere apostati e per consolidare il gruppo dei credenti. Infine, il giuramento costringeva i vescovi a giurare che non si sarebbero intromessi in affari secolari o procedimenti legali.

## L'atteggiamento di Pietro verso la Chiesa
Pietro era determinato a occidentalizzare la Russia durante e la chiesa era parte delle riforme. Come già spiegato, la nuova struttura della chiesa somigliava per molti versi a quella dei paesi europei, come la Svezia e la Germania. In un senso più ampio, tuttavia, Pietro stava tentando di modernizzare la Russia attraverso la secolarizzazione, che fu un passo fondamentale per la modernizzazione politica europea del periodo. La secolarizzazione, in questo caso, significava l'istituzionalizzazione, con una maggiore ampiezza della ricchezza e dell'autorità, dello Stato diminuendo il potere della chiesa. La chiesa divenne politicamente soggetta al governo, invece del tradizionale rapporto tra Chiesa e Stato russi, i cui sovrani, come lo zar Ivan IV, si sentivano in qualche modo soggetti all'approvazione della Chiesa per essere considerati un legittimo sovrano. 
Pietro utilizzò il Sinodo per trovare e punire i russi dissidenti. Un'aggiunta nel 1722 al regolamento ecclesiastico, che sostituì il patriarca come capo della chiesa, richiedeva ai preti di denunciare eventuali confessioni a contenuto sedizioso.
Prima della creazione del Santissimo Sinodo, Pietro apportò anche alcune migliorie all'interno della Chiesa russa. Migliorò l'istruzione dei chierici poiché molti erano analfabeti e incapaci di amministrare i sacramenti in modo corretto. 
Nel momento in cui Pietro istituì il Sinodo, emanò anche l'Ordine Spirituale, di cui si è già detto sopra. Un aspetto centrale di questa legga era la negazione della divinità della Chiesa che era vista solo come un'istituzione statale. 

## Formazione
Il Santissimo Sinodo sostituì i compiti del patriarca. I partecipanti erano all'inizio dieci e poi furono aumentati a dodici. Il procuratore capo (Ober-Prokuror), il primo dei quali è stato il colonnello Boltin, doveva supervisionare il Sinodo al fine di verificare la legalità delle azioni e l'adempimento delle proprie responsabilità. Durante l'esistenza del Sinodo, la Chiesa russa divenne più tollerante nei confronti delle altre denominazioni, estendendo la tolleranza anche agli Antichi Credenti per alcuni anni. I matrimoni misti tra ortodossi e cattolici furono approvati già dal 1721, anno della formazione del Sinodo.
Il Sinodo doveva, presumibilmente, copiare il rapporto tra Stato e Chiesa in vigore nei paesi luterani dell'Europa del nord. Sebbene l'imperatore non esercitasse autorità in materia di fede, il governo controllava efficacemente l'organizzazione, le finanze e le politiche della Chiesa. Durante il controllo governativo venne incentivata la creazione di ospizi e scuole cristiane.
Nel novembre 1718, Pietro creò un collegio ecclesiastico a San Pietroburgo, dove risiedeva il governo civile. Il "Collegio Ecclesiastico" avrebbe cambiato nome in "Santissimo Sinodo Universale". 

## Compiti e doveri
Il Sinodo funzionò secondo lo statuto del regolamento ecclesiastico con l'obiettivo di amministrare e riformare la chiesa. Lo statuto stabiliva che i membri del collegio dovevano essere di classi e gradi diversi. Un presidente, due vicepresidenti, quattro consiglieri e quattro assessori costituivano il consiglio e ogni membro deteneva un voto per risolvere le controversie. 
Il Sinodo era formato, comunque, da chierici che avevano ricevuto un'ampia istruzione. Dopo aver assorbito le funzioni del patriarca, il Sinodo era responsabile di 6000 religiosi e chierici. L'istituzione doveva essere venerata in tutte le cose e possedere "potere, onore e autorità patriarcali". 
I compiti principali del Sinodo erano la supervisione e la direzione della fede ortodossa, l'istruzione delle persone sulle questioni religiose, la celebrazione delle feste e la gestione sulle questioni di rituali. Come accennato prima, il Sinodo giudicava gli eretici, i miracoli e le reliquie e impedì ai cittadini russi di praticare la stregoneria. Il Sinodo deteneva il controllo della proprietà ecclesiali ed era quindi responsabile della creazione di nuovi monasteri e chiese. 